# Politique étrangère de l'Albanie

Les relations étrangères de l'Albanie sont ses relations avec d'autres gouvernements et peuples. Les relations extérieures sont gérées par le ministère des Affaires étrangères à Tirana. L'Albanie est un pays souverain du sud de l'Europe et la Méditerranée a déclaré son indépendance le 28 novembre 1912. Sa politique étrangère a maintenu une politique de complémentarisme en essayant d'entretenir des relations amicales avec tous les pays. Depuis l'effondrement du communisme en 1990, l'Albanie a étendu ses responsabilités et sa position dans les affaires européennes et internationales, en soutenant et en établissant des relations amicales avec d'autres nations du monde entier.
Les principaux facteurs qui définissent la politique étrangère albanaise sont la géopolitique, la population, la crise économique et les liens avec la diaspora albanaise à travers le monde. L’Albanie entretient des relations diplomatiques avec 115 pays du monde. Il entretient également de solides relations diplomatiques avec les pays des Balkans, le Canada, la Chine, la France, l'Allemagne, l'Italie, le Portugal, la Corée du Sud, le Royaume-Uni et les États-Unis.
Les principaux objectifs de la politique étrangère albanaise sont l’adhésion de l’Albanie à l’Union européenne, la reconnaissance internationale du Kosovo, la reconnaissance de l’expulsion des Cham albanais, la défense et le respect des droits des Albanais au Monténégro, en Macédoine du Nord, en Grèce, Italie et la diaspora albanaise.

## Vue d'ensemble
Le gouvernement albanais était préoccupé par l'évolution de la situation au Kosovo voisin, en particulier après les accords de Dayton. Au cours de la guerre du Kosovo en 1999, ainsi que du nettoyage ethnique des Albanais par les Serbes et de l'afflux de réfugiés dans le pays, le statut de l'Albanie en tant qu'allié des États-Unis a été confirmé. L'Albanie s'est révélée globalement favorable aux États-Unis. Le soutien aux États-Unis est resté élevé à 95 % chez les musulmans à majorité musulmane (56 % de la population) d'Albanie, contrairement au reste du monde islamique. 
Au cours de l'après-guerre froide, les complexités géopolitiques et les conflits dans les Balkans ont amené l'Albanie à rechercher un pouvoir protecteur avec la Turquie, membre de l'OTAN. Au cours des années 90, les relations entre l’Albanie et la Turquie ont été marquées par des visites à haut niveau, des accords militaires et le déploiement de soldats turcs. Un accord de coopération militaire entre l'Albanie et la Turquie a été signé le 29 juillet 1992. Cet accord prévoyait l'éducation et la formation du personnel, une coopération bilatérale en matière de production d'armes, des exercices militaires conjoints, l'échange de délégations militaires et des commissions mixtes sur le renforcement futur des relations militaires.  L'accord prévoyait également la reconstruction par la Turquie de la base albanaise de Pacha Liman, située dans la baie de Vlorë, dans la mer Ionienne, en contrepartie de l'accès et de l'utilisation de la Turquie. La Turquie a formé les forces armées albanaises, en particulier les officiers et les unités de commando. Au cours de la guerre civile de 1997, la Turquie et d’autres pays ont participé à l’opération Alba en fournissant une brigade de 800 soldats turcs chargés de rétablir l’ordre. Son implication a principalement servi de force de stabilisation.
La Turquie considère que son amitié avec l'Albanie est importante en raison du contexte des relations entre l'État et la Grèce et que, par sa politique, elle a exploité les difficultés rencontrées dans les relations entre l'Albanie et la Grèce.  Avoir un allié puissant en Turquie a parfois fait l'affaire à l'Albanie en ce qui concerne les relations difficiles entre États avec la Grèce. L'émergence de l'Albanie dans les Balkans en tant que partenaire clé de l'OTAN a contribué à renforcer les relations entre l'Albanie et la Turquie, notamment sur le plan militaire. L'alliance militaire turco-albanaise des années 1990 visait également la Serbie au cas où la guerre contre le Kosovo aurait une étendue régionale plus étendue. La Grèce a exprimé ses préoccupations concernant les relations entre la Turquie et l'Albanie et les a interprétées comme une mesure anti-grecque visant à isoler la Grèce dans le contexte plus large de l'Albanie en tant que débouché potentiel pour l'expansion de l'influence musulmane et de la Turquie s'alliant aux populations musulmanes des Balkans.
La Turquie a pour sa part affirmé que la Grèce avait accru les tensions au sein de la région et avait fait part de ses préoccupations concernant les polémiques albanaises et grecques, Ankara exprimant une partialité partielle du côté albanais suscitant la colère des Grecs. La Grèce, consciente des accords militaires albano-turcs, a dénoncé l'ingérence de la Turquie dans les affaires grecques. Bien que la Turquie ne soit pas officiellement considérée comme une rivale en Albanie, la Grèce a pu devenir un acteur influent en 1997 et au début de la crise du Kosovo (1998-1999), lorsque des responsables albanais ont sollicité l'aide de la Grèce. La reprise de relations albano-turques plus étroites a été assurée pendant la crise du Kosovo, qui a obligé les deux pays à agir dans le même sens politique vis-à-vis de Slobodan Milošević et de la question de la Grande Serbie.
Aujourd'hui, à la suite de très fréquents contacts à haut niveau entre les gouvernements et les parlements, les relations entre les deux pays sont considérées comme cordiales. La Grèce est un fervent partisan de l'intégration euro-atlantique de la république d'Albanie. Depuis l'adhésion de l'Albanie à l'OTAN en mai 2009, les relations entre la Grèce et l'Albanie se sont développées sur tous les fronts, en particulier après la victoire électorale d'Edi Rama en 2013, avec le chef de la politique étrangère albanais, Ralf Gjoni, décrivant les relations diplomatiques entre deux pays comme "excellent". La Grèce est aujourd'hui le principal allié de l'Albanie pour l'Union européenne et son partenaire avec l'OTAN.  À la demande du gouvernement albanais, environ 250 militaires grecs sont déployés en Albanie pour participer à la formation et à la restructuration des forces armées albanaises, dans le cadre du programme de l’OTAN. Parmi les grands projets en cours entre les deux pays figurent le développement touristique du littoral ionien partagé entre les deux pays et le Trans Adriatic Pipeline (TAP), qui a permis de renforcer encore les relations entre les deux pays.

## Relations

### Pays
L’Albanie a actuellement des relations diplomatiques avec 115 pays:  Afghanistan, Algérie, Angola, Argentine, Arménie, Australie, Autriche, Azerbaïdjan, Bangladesh, Biélorussie, Belgique, Bénin, Bosnie-Herzégovine, Brésil, Bulgarie, Burkina Faso, Canada, Chili, Costa Rica, Colombie, Croatie, Cuba, Chypre, Danemark, Équateur, Estonie, Guinée équatoriale, Égypte, Finlande, France, Grèce, Géorgie, Ghana, Saint-Siège, Honduras, Hongrie, Islande, Irlande, Inde, Indonésie, Iran, Israël, Japon, Jordanie, Kosovo, Kazakhstan, Koweït, Laos, Lettonie, Lituanie, Luxembourg, Libye, Liban, Mexique, Madagascar, Macédoine du Nord, Malte, Moldavie, Monténégro, Mali, Mauritanie, Maroc, Malaisie, Mongolie, Pays-Bas, Nouvelle-Zélande, Norvège, Nigeria, Népal, Corée du Nord, Oman, Pologne, Portugal, république populaire de Chine, Pakistan, État de Palestine, Philippines, Roumanie, Russie, Qatar, Arabie saoudite, Sri Lanka, Syrie, Corée du Sud, Saint-Marin, Serbie, Slovaquie, Slovénie,  Espagne, Suède, Suisse, Afrique du Sud, Turquie, Thaïlande, Tunisie, Émirats arabes unis, Ukraine, Royaume-Uni,  Ouganda, États-Unis, Uruguay, Panama, Pérou, Yémen, Venezuela, Viêt Nam, Zambie et Zimbabwe.
L'Albanie entretient également de très bonnes relations avec l'Union européenne. La nation est depuis 2009 également membre à part entière de l'Organisation du traité de l'Atlantique nord (OTAN).

### Organisations
L'Albanie est membre de ces organisations internationales:
OTAN, BSEC, Conseil de l'Europe, Initiative centre-européenne, CCC, CPEA, BERD, Communauté de l'énergie, FAO, AIEA, BIRD, OACI, CIC, ICRM, IDA, BID, FIDA, IFRCS, OIT, FMI, OMI, OMI, Interpol , UIP, OIM, ISO, UIT, CSI, MINGA, OIF (Organisation internationale de la Francophonie), OPCW, OSCE, PCA, CNUCED, UNESCO, HCR, ONUDI, OMT, UPU, OMD, FSM, OMS, OMPI, OMM et OMT.